# Peter Nogly
Peter Nogly (Travemünde, 1947. január 14. –) nyugatnémet válogatott Európa-bajnoki ezüstérmes német labdarúgó, hátvéd illetve középpályás és edző.

## Pályafutása

### Klubcsapatban
A TSV Travemünde, majd az Eicholer SV csapataiban kezdte a labdarúgást. 1967 és 1969 között az 1. FC Phönix Lübeck első csapatában játszott. 1969-ben a Hamburger SV csapatához igazolt. 1976-ban nyugatnémet kupát nyert a csapattal és indulhatott a kupagyőztesek Európa-kupája sorozatban, amelyet meg is nyertek 1977-ben. Az 1978–79-es idényben bajnoki címet nyert az együttessel és következő szezonban a BEK-ben indult a csapattal, ahol a döntőben szenvedett vereséget a Nottingham Foresttel szemben. 1980-ban a tengerentúlra szerződött. 1980–81-ben a kanadai Edmonton Drillers, 1982–83-ban az amerikai Tampa Bay Rowdies csapatában játszott. 1983-ban hazatért és egy idényre a Hertha BSC játékosa lett. Az 1984–85-ös szezonban az FC St. Pauli csapatában szerepelt. Utolsó klubja 1986 és 1989 a VfB Lübeck volt, ahol mindössze egy bajnoki mérkőzésen lépett pályára. 1989-ben fejezte be az aktív labdarúgást.

### A válogatottban
1977-ben négy alkalommal szerepelt a nyugatnémet válogatottban. Tagja volt 1976-os Európa-bajnoki ezüstérmes csapatnak, de pályára nem lépett.

### Edzőként
1986 és 2011 között számos csapatnál dolgozott edzőként. Jelentősebb csapatai szakvezetőként a VfB Lübeck, a TuS Hoisdorf, az SC Victoria Hamburg és az FC St. Georg Hamburg. 2005–06-ban az egyesült arab emírségekbeli Al-Shaab vezetőedzője volt.

## Sikerei, díjai
NSZK
- Európa-bajnokság
  - ezüstérmes: 1976, Jugoszlávia

 Hamburger SV
- Nyugatnémet bajnokság (Bundesliga)
  - bajnok: 1978–79
  - 2.: 1975–76, 1979–80
- Nyugatnémet kupa (DFB-Pokal)
  - győztes: 1976
  - döntős: 1974
- Bajnokcsapatok Európa-kupája (BEK)
  - döntős: 1979–80
- Kupagyőztesek Európa-kupája (KEK)
  - győztes: 1976–77